# Extinció local
Una extinció local o extirpació local és la condició d'una espècie o un altre tàxon que ha deixat d'existir en la zona d'estudi que s'esculli, però que encara existeix en altres llocs. L'extinció local contrasta amb l'extinció global o universal.
Les extincions locals poden anar seguides per reemplaçament per espècies tretes d'un altre lloc com per exemple la reintroducció del llops o de llúdries (per exemple a Catalunya repoblades amb llúdries d'Extremadura).
Un exemple d'extinció local intencionada és la del jaguar als Estats Units.

## Conservació
Les extincions locals marquen un canvi en l'ecologia d'una zona.
Sovint una subpoblació d'una espècie serà també de les subespècies. Per exemple la desaparició recent del rinoceront negre (Diceros bicornis) del Camerun implica no només l'extinció local del rinoceront a Camerun, sinó també l'extinció global de la subespècie de rinoceront negre occidental (Diceros bicornis longipes).
Exemples de subpoblacions amenaçades d'extinció local segons UICN:
- Cérvol dels pantans (tres poblacions)
- Rorqual blau, a l'Atlàntic nord i Pacífic Nord
- Balena de Groenlàndia (Balaena mysticetus) a (cinc poblacions)
- Acipenser fulvescens, esturió de llac, a les conques del Mississippí i Missouri
- Carpa sivestre comuna Cyprinus carpio (al riu Danubi)
- Petrogale lateralis (Serralada MacDonnell i Western Kimberly)